# 樊尚·米约
樊尚·米约（法語：Vincent Millot，1986年1月30日—），是一名法國男子職業網球運動員。2011年2月21日，他在單打排名升至最高的147位。

## 外部連結
- 樊尚·米约（英文/西班牙文）的官方資料
- 樊尚·米约的國際網球總會 職業／青少年 官方資料（英文）
- 樊尚·米约的官方資料（英文）